# Conulicoccus eucalypti
Conulicoccus eucalypti är en insektsart som beskrevs av Williams 1985. Conulicoccus eucalypti ingår i släktet Conulicoccus och familjen ullsköldlöss. Inga underarter finns listade i Catalogue of Life.